# Світлана Кестхей
Світла́на Кестхе́й (* 1971) — угорська гірськолижниця.

## З життєпису
Народилась 1971 року в місті Кіровоград. На Зимових Олімпійських іграх 1994 року брала участь у чотирьох змаганнях.